# Lepoglava
Lepoglava este un oraș în cantonul Varaždin, Croația, având o populație de 8.283 de locuitori (2011).

## Demografie
Componența etnică a orașului Lepoglava
     Croați (97,02%)
     Necunoscut (0,17%)
     Neclasificat (2,67%)
Componența confesională a orașului Lepoglava
     Catolici (95,41%)
     Fără religie și atei (1,44%)
     Necunoscută (1,07%)
     Alte religii (2,06%)
Conform recensământului din 2011, orașul Lepoglava avea 8.283 de locuitori. Din punct de vedere etnic, majoritatea locuitorilor (97,02%) erau croați. Apartenența etnică nu este cunoscută în cazul a 0,17% din locuitori. Din punct de vedere confesional, majoritatea locuitorilor (95,41%) erau catolici, cu o minoritate de persoane fără religie și atei (1,44%). Pentru 1,07% din locuitori nu este cunoscută apartenența confesională.